# Pogonioefferia cabeza
Pogonioefferia cabeza là một loài ruồi trong họ Asilidae. Pogonioefferia cabeza được Wilcox miêu tả năm 1966. Loài này phân bố ở vùng Tân Bắc giới.